# East Pacific Center
El East Pacific Center es un rascacielos ubicado en la ciudad china de Shenzhen. La construcción del edificio comenzó oficialmente en 2008. En 2013 el edificio fue terminado en su totalidad. El complejo está formado por dos torres conectadas por una pasarela acristalada de varios pisos. Con una altura de 306 metros es el cuarto rascacielos más alto de la ciudad, después del Kingkey 100, el Shun Hing Square y el Hon Kwok City Center. Tiene 85 pisos de uso residencial.

## Galería

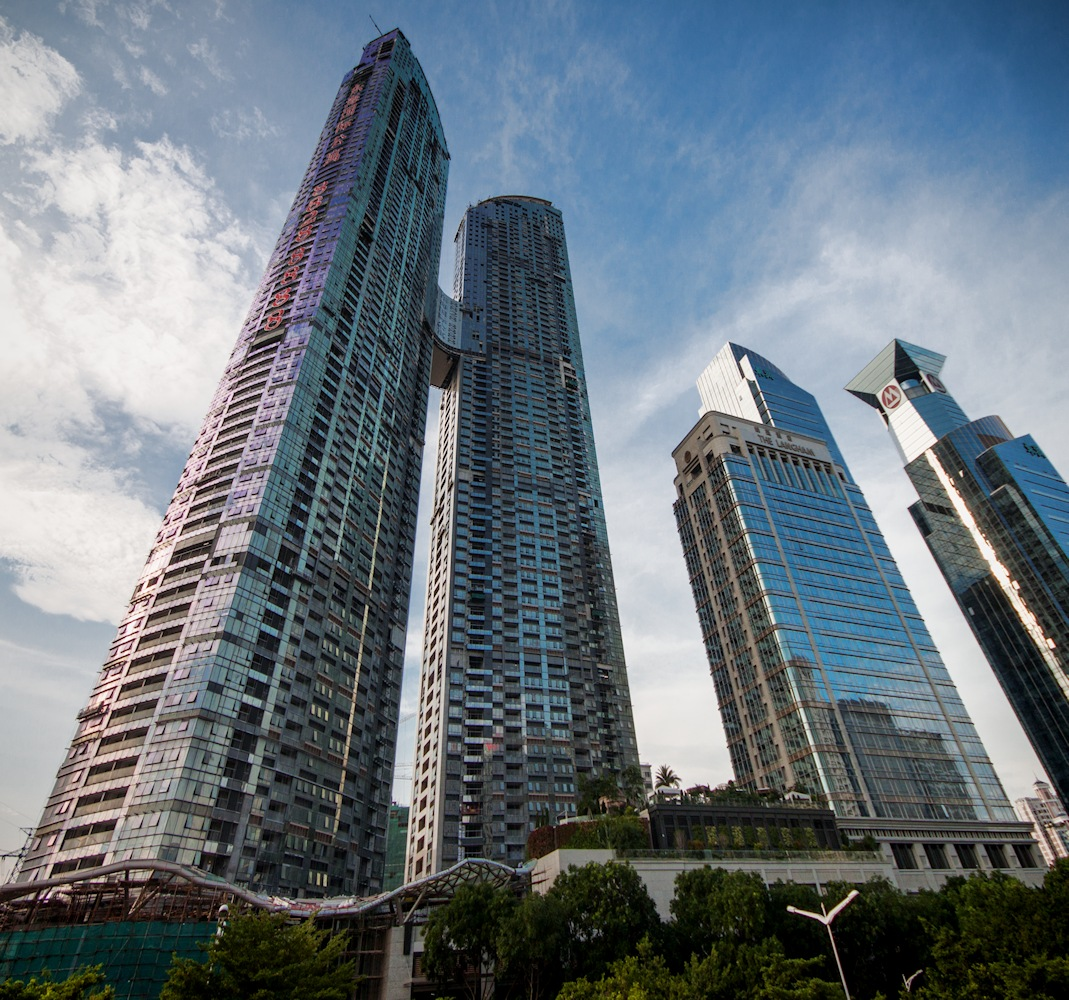
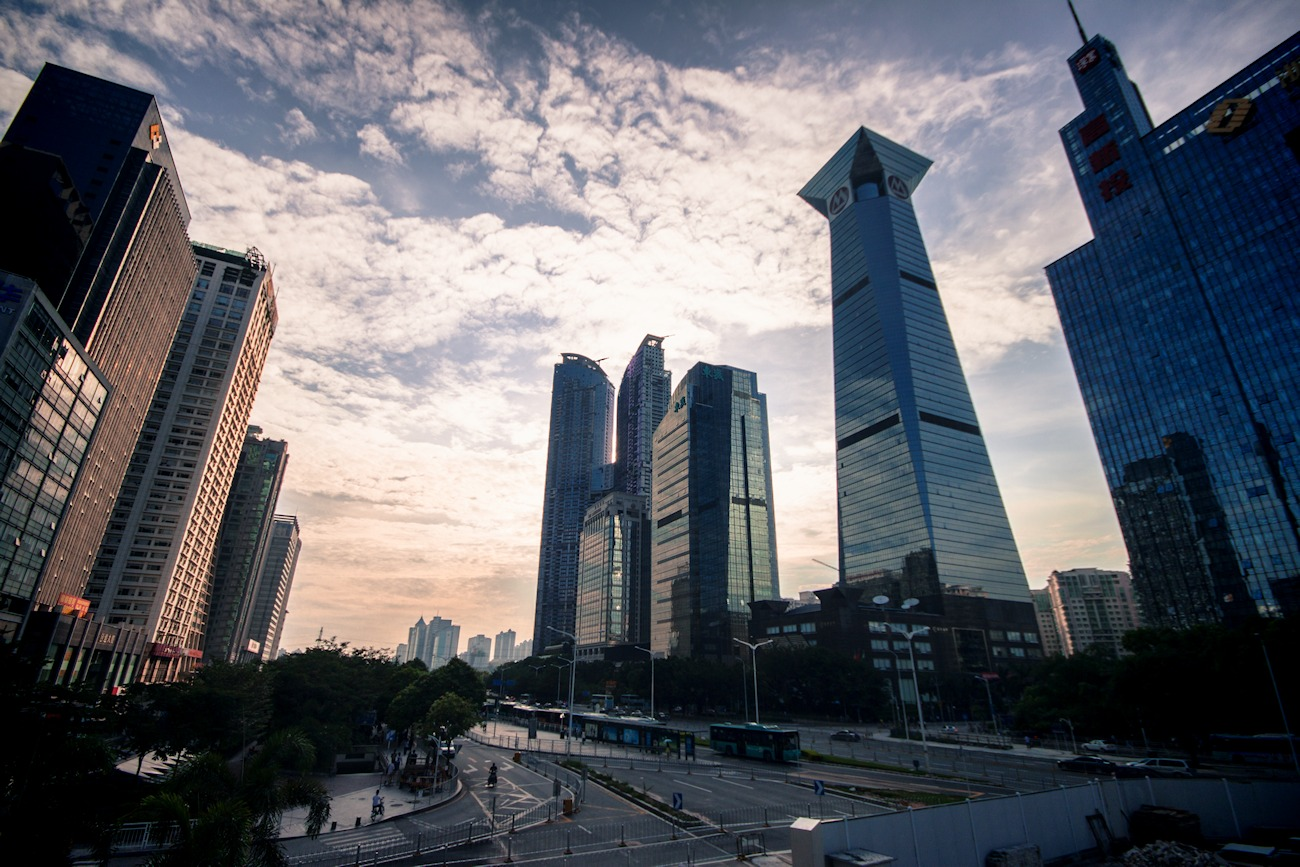